# Kaumberg
Kaumberg ist eine Marktgemeinde mit 1073 Einwohnern (Stand 1. Jänner 2025) im Bezirk Lilienfeld in Niederösterreich.

## Geografie
Kaumberg liegt im Oberen Triestingtal in Niederösterreich. Der Gerichtsberg stellt die Wasserscheide zwischen Triesting- und Gölsental dar. Die Fläche der Marktgemeinde umfasst 43 Quadratkilometer. 63,54 Prozent der Fläche sind bewaldet.

### Gemeindegliederung
Das Gemeindegebiet umfasst folgende sechs Ortschaften (in Klammern Einwohnerzahl Stand 1. Jänner 2025):
- Höfnergraben (68)
- Kaumberg (655)
- Laabach/Bergsiedlung (169)
- Obertriesting/Klammhöhe (73)
- Steinbachtal (29)
- Untertriesting (79)

Die Gemeinde besteht aus den Katastralgemeinden Höfnergraben, Kaumberg, Laabach, Obertriesting, Steinbachtal und Untertriesting.

### Nachbargemeinden
|          | Brand-Laaben (PL)                           |                                  |
| Hainfeld | Kompassrose, die auf Nachbargemeinden zeigt | Altenmarkt an der Triesting (BN) |
| Ramsau   | Furth an der Triesting (BN)                 |                                  |

## Geschichte
Funde eines Steinbeils und eines Steinhammers aus der Jungsteinzeit zeigen die frühe Besiedlung von Kaumberg. Der Name „Kaumberg“ kommt von Cumeoberg, der früheren Bezeichnung für den Wienerwald. Erstmals urkundlich erwähnt wurde dies 791. Später wandelte sich der Name zu  mons Comianus (844), ad Chumberch (1072/91) und Chaumberch (1250/60).
1928 hielt elektrisches Licht im Orte Einzug. Im Herbst des Jahres wurde im Beisein von Bundespräsident Michael Hainisch das von der Gemeinde errichtete Elektrizitätswerk eröffnet.
Im Mai 2005 kam es zu einem Erdbeben mit der Stärke 3,5 auf der Richterskala; als Grund wird der ehemalige Kohlebergbau vermutet.

### Einwohnerentwicklung
| Kaumberg: Einwohnerzahlen von 1869 bis 2025         | Kaumberg: Einwohnerzahlen von 1869 bis 2025 | Kaumberg: Einwohnerzahlen von 1869 bis 2025 | Kaumberg: Einwohnerzahlen von 1869 bis 2025 | Kaumberg: Einwohnerzahlen von 1869 bis 2025 |
| --------------------------------------------------- | ------------------------------------------- | ------------------------------------------- | ------------------------------------------- | ------------------------------------------- |
| Jahr                                                |                                             |                                             |                                             | Einwohner                                   |
| 1869                                                | 1869                                        |                                             | 988                                         | 988                                         |
| 1880                                                | 1880                                        |                                             | 1.096                                       | 1.096                                       |
| 1890                                                | 1890                                        |                                             | 1.035                                       | 1.035                                       |
| 1900                                                | 1900                                        |                                             | 1.044                                       | 1.044                                       |
| 1910                                                | 1910                                        |                                             | 1.041                                       | 1.041                                       |
| 1923                                                | 1923                                        |                                             | 1.103                                       | 1.103                                       |
| 1934                                                | 1934                                        |                                             | 1.029                                       | 1.029                                       |
| 1939                                                | 1939                                        |                                             | 974                                         | 974                                         |
| 1951                                                | 1951                                        |                                             | 969                                         | 969                                         |
| 1961                                                | 1961                                        |                                             | 870                                         | 870                                         |
| 1971                                                | 1971                                        |                                             | 829                                         | 829                                         |
| 1981                                                | 1981                                        |                                             | 869                                         | 869                                         |
| 1991                                                | 1991                                        |                                             | 942                                         | 942                                         |
| 2001                                                | 2001                                        |                                             | 1.049                                       | 1.049                                       |
| 2011                                                | 2011                                        |                                             | 1.005                                       | 1.005                                       |
| 2021                                                | 2021                                        |                                             | 1.074                                       | 1.074                                       |
| 2025                                                | 2025                                        |                                             | 1.073                                       | 1.073                                       |
| Quelle(n): Statistik Austria, Gebietsstand 1.1.2021 |                                             |                                             |                                             |                                             |

## Kultur und Sehenswürdigkeiten
- Araburg

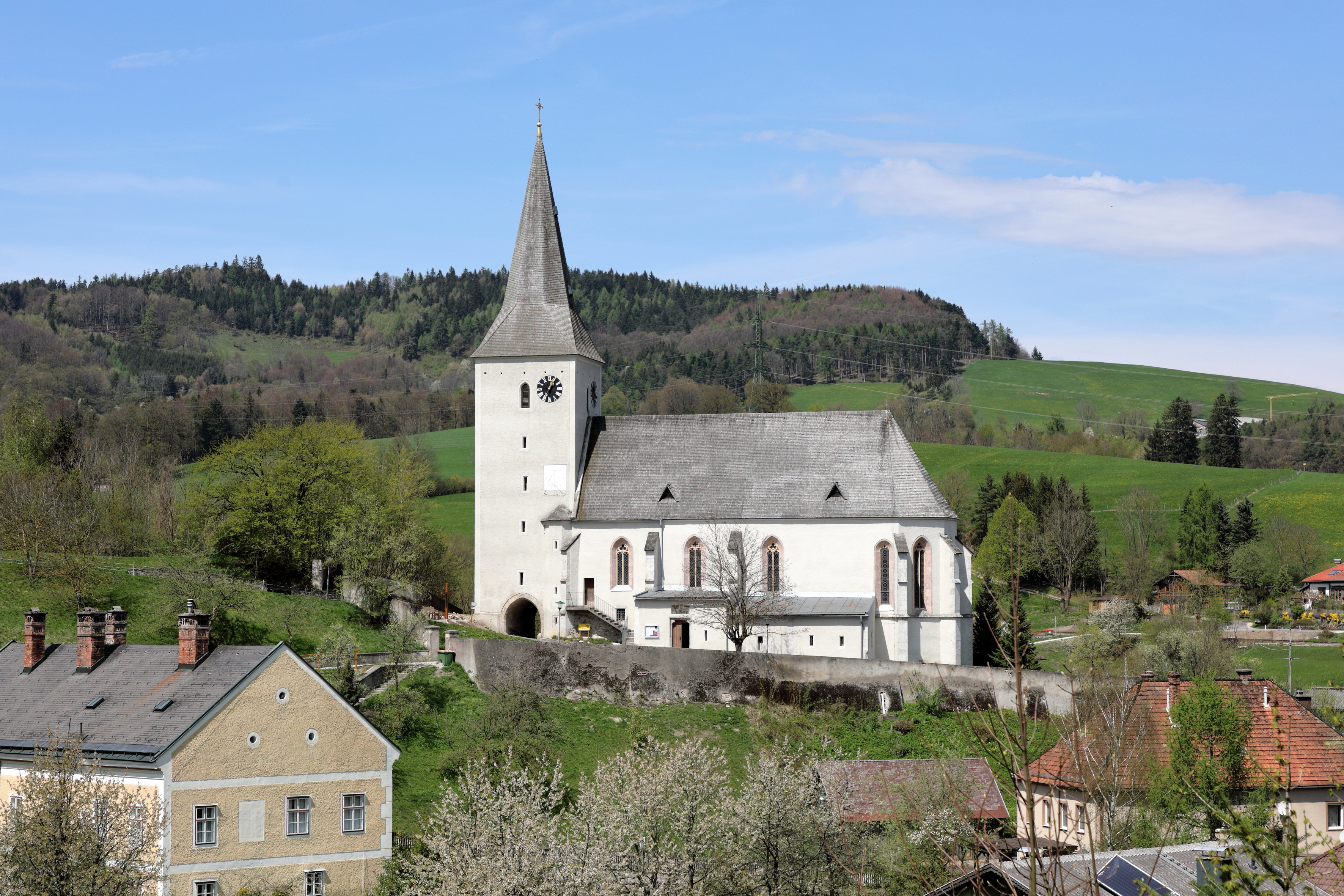
Pfarrkirche Kaumberg

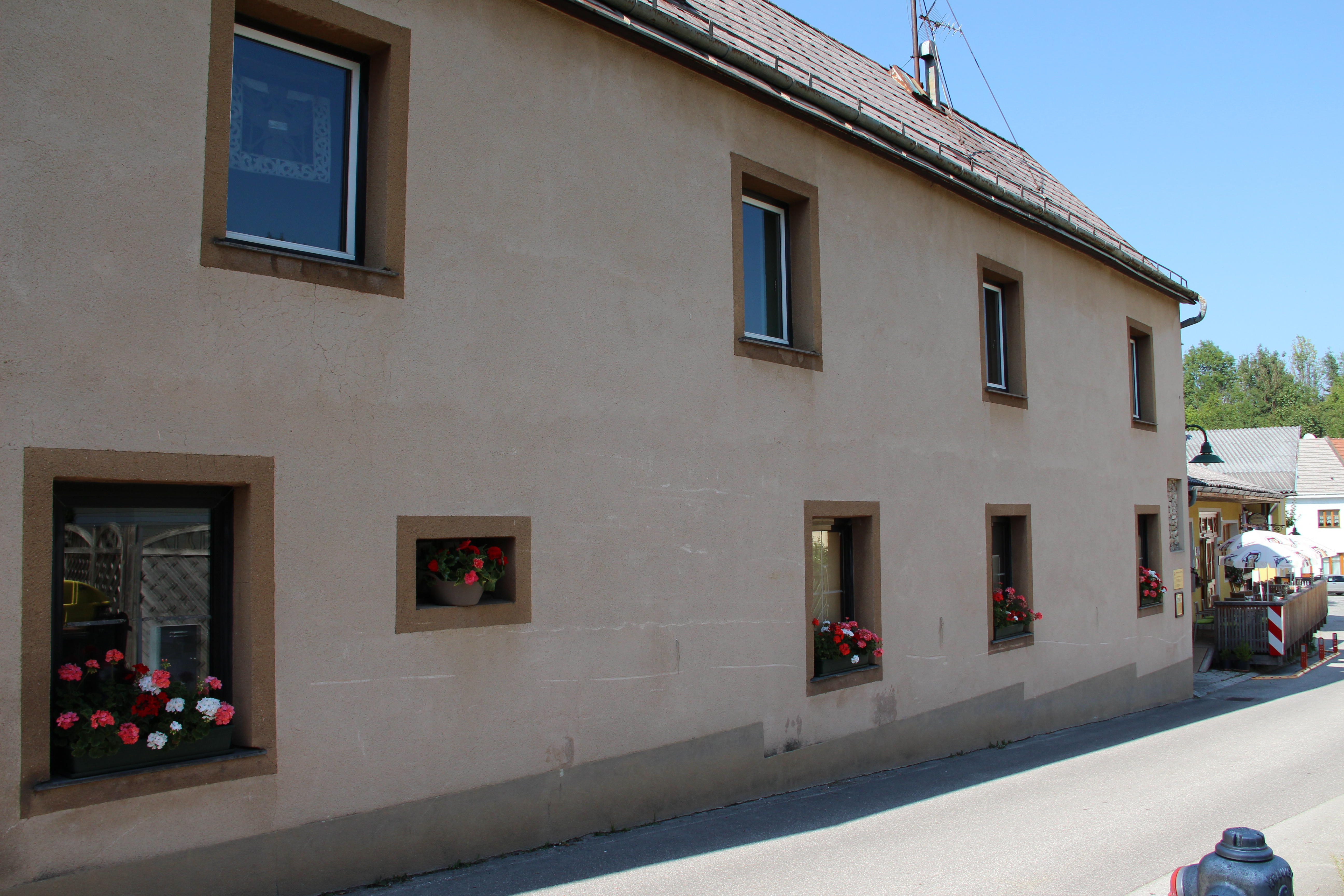
Heimatmuseum Kaumberg

- Katholische Pfarrkirche Kaumberg hl. Michael
- Heimatmuseum Kaumberg
- Mit dem Schilift (Tellerlift) auf der Brandlwiese verfügt Kaumberg über ein kleines Schigebiet.

## Wirtschaft und Infrastruktur

### Wirtschaftssektoren
Von den 65 landwirtschaftlichen Betrieben des Jahres 2010 wurden 36 im Haupt-, 26 im Nebenerwerb, 2 von Personengemeinschaften und 1 von einer juristischen Person geführt. Im Produktionssektor arbeiteten dreizehn Erwerbstätige im Bereich Herstellung von Waren und acht in der Bauwirtschaft. Die wichtigsten Arbeitgeber des Dienstleistungssektors waren die Bereiche soziale und öffentliche Dienste (24), Handel (16), freiberufliche Dienstleistungen (14), Information und Kommunikation (13) und Beherbergung und Gastronomie (11 Mitarbeiter).
| Wirtschaftssektor            | Anzahl Betriebe | Anzahl Betriebe | Erwerbstätige | Erwerbstätige |
| Wirtschaftssektor            | 2011            | 2001            | 2011          | 2001          |
| ---------------------------- | --------------- | --------------- | ------------- | ------------- |
| Land- und Forstwirtschaft 1) | 65              | 67              | 80            | 60            |
| Produktion                   | 10              | 8               | 21            | 55            |
| Dienstleistung               | 46              | 35              | 89            | 82            |

1) Betriebe mit Fläche in den Jahren 2010 und 1999

### Öffentliche Einrichtungen
In Kaumberg befinden sich ein Kindergarten und eine Volksschule.

## Politik

### Gemeinderat
| Der Gemeinderat hat 19 Mitglieder (seit 2005): - 1990 hatte der Gemeinderat folgende Verteilung: 6 ÖVP, 4 SPÖ, 4 Sonstige und 1 FPÖ. - 1995 hatte der Gemeinderat folgende Verteilung: 10 ÖVP, 3 FPÖ und 2 SPÖ. - 2000 hatte der Gemeinderat folgende Verteilung: 8 ÖVP, 4 FPÖ und 3 SPÖ. - Gemeinderatswahlen 2005 hatte der Gemeinderat folgende Verteilung: 13 ÖVP, 3 SPÖ und 3 FPÖ. - Gemeinderatswahlen 2010 hatte der Gemeinderat folgende Verteilung: 13 ÖVP, 3 FPÖ und 3 SPÖ. - Gemeinderatswahlen 2015 hatte der Gemeinderat folgende Verteilung: 11 ÖVP, 5 FPÖ und 3 SPÖ. - Aktuelle Mandatsverteilung seit den Gemeinderatswahlen in Niederösterreich 2020: 14 ÖVP, 3 FPÖ, 2 SPÖ. | Die zur Anzeige dieser Grafik verwendete Erweiterung wurde dauerhaft deaktiviert. Wir arbeiten aktuell daran, diese und weitere betroffene Grafiken auf ein neues Format umzustellen. (Mehr dazu) |

### Bürgermeister
- 1993–2017 Michael Singraber (ÖVP)
- seit 2017 Michael Wurmetzberger (ÖVP)

### Wappen
Im von Gold und Blau geteilten Schild oben ein rot geschnäbelter und auch so gezungter schwarzer Adlerkopf, unten drei goldene Lilien, zwei zu eins gestellt.

## Personen des öffentlichen Lebens
- Christian Hafenecker (* 1980), FPÖ-Politiker, der in Kaumberg lebt
- Harald Sörös (* 1986), Ressortsprecher des Bundesministeriums für Inneres

## Belege
1. ↑  Statistik Austria: Bevölkerung am 1.1.2025 nach Ortschaften (Gebietsstand 1.1.2025), (ODS, 500 KB)
2. ↑  Gedächtnis des Landes, Ort Kaumberg. Niederösterreichische Museum BetriebsgesmbH, abgerufen am 9. September 2021.
3. ↑  Umgebung. Kaumberg. (Eröffnung des Elektrizitätswerkes.) Badener Zeitung, 7. November 1928, S. 5, unten links
4. ↑  Ein Blick auf die Gemeinde Kaumberg, Land- und forstwirtschaftliche Betriebe. (PDF) Statistik Austria, abgerufen am 9. September 2021.
5. ↑  Ein Blick auf die Gemeinde Kaumberg, Arbeitsstätten. (PDF) Statistik Austria, abgerufen am 9. September 2021.
6. ↑  Ein Blick auf die Gemeinde Kaumberg, Erwerbstätige. (PDF) Statistik Austria, abgerufen am 9. September 2021.
7. ↑  Kindergärten in NÖ. NÖ Landesregierung, abgerufen am 23. Oktober 2020.
8. ↑  Schulensuche. In: Schulen online. Abgerufen am 30. September 2020.
9. ↑  Wahlergebnis Gemeinderatswahl 1995 in Kaumberg. Amt der NÖ Landesregierung, 30. März 2000, abgerufen am 10. Oktober 2019.
10. ↑  Wahlergebnis Gemeinderatswahl 2000 in Kaumberg. Amt der NÖ Landesregierung, 4. Februar 2005, abgerufen am 10. Oktober 2019.
11. ↑  Wahlergebnis Gemeinderatswahl 2005 in Kaumberg. Amt der NÖ Landesregierung, 4. März 2005, abgerufen am 10. Oktober 2019.
12. ↑  Wahlergebnis Gemeinderatswahl 2010 in Kaumberg. Amt der NÖ Landesregierung, 8. Oktober 2010, abgerufen am 10. Oktober 2019.
13. ↑  Wahlergebnis Gemeinderatswahl 2015 in Kaumberg. Amt der NÖ Landesregierung, 1. Dezember 2015, abgerufen am 10. Oktober 2019.
14. ↑  Gemeinderat, auf kaumberg.gv.at